# Hugo Gastulo
Alejandro Hugo Gastulo Ramírez, né le 28 mars 1957 à Lima au Pérou, est un footballeur international péruvien qui évoluait au poste de défenseur.

## Biographie

### Carrière en club
Hugo Gastulo joue en faveur de l'Universitario de Deportes pendant dix saisons, entre 1977 et 1987. Il remporte avec cette équipe trois titres de champion du Pérou, en plus de disputer 16 matchs en Copa Libertadores.

### Carrière en équipe nationale
International péruvien, Gastulo joue 21 matchs (sans inscrire de but) entre le 18 juillet 1979 et le 3 novembre 1985.
Il figure dans le groupe des sélectionnés lors de la Coupe du monde de 1982 sans jouer de match durant la compétition. En revanche, il prend part à sept matchs rentrant dans le cadre des éliminatoires du mondial 1986.

## Palmarès
Universitario de Deportes
- Championnat du Pérou (3) :
  - Champion : 1982, 1985 et 1987.
  - Vice-champion : 1978 et 1984.